# Movimiento Armado Quintín Lame
El Movimiento Armado Quintín Lame (MAQL) fue una guerrilla indígena colombiana activa desde 1984 hasta su desmovilización en 1991. Fue la primera de este tipo en América Latina. Hizo parte del conflicto armado colombiano. Toma su nombre de Manuel Quintín Lame Chantre (1880-1967), líder indígena caucano que vivió a principios del siglo XX la violencia bipartidista colombiana y la explotación de los grupos indígenas y se caracterizó por sus luchas en defensa de los pueblos indígenas.

## Orígenes
El Movimiento Armado Quintín Lame (comúnmente conocido como "El Quintín Lame") fue fundado como una guerrilla indígena que operaba en el departamento del Cauca, sur-occidente colombiano. El Departamento del Cauca tiene un 40% de población indígena y se caracteriza por la presencia de grandes terratenientes, una desigual tenencia de la tierra y conflictos territoriales entre resguardos indígenas y dueños de tierras. El Quintín Lame fue inicialmente fundado como un movimiento que buscaba extender los territorios indígenas a través de ocupaciones y defender a las comunidades indígenas de los ataques de los terratenientes, militares, funcionarios del Gobierno y otros movimientos guerrilleros.

## Historia
Hasta principios de la década de 1980, el Quintín Lame actuó en la defensa de los territorios tradicionales y solo usó armas cuando su autonomía territorial y política se veía amenazada. Conformado desde las comunidades indígenas del Cauca para defenderse de la violencia de grupos de “pájaros”, ejercida por terratenientes para impedir la lucha por la tierra, y de la represión oficial en defensa de los mismos y de los macroproyectos económicos.

### Formación militar
En 1978 surgió en el sur de Colombia el grupo Campesino Indígena Quintín Lame (CQL).Tuvo acercamientos con las FARC, pero no acordaron su unión. El grupo recibió entrenamiento militar del Movimiento 19 de abril (M-19), con el apoyo de dirigentes como Iván Marino Ospina, Jaime Bateman, entre otros, y se conformó luego de los asesinatos de varios líderes indígenas regionales, presuntamente por parte de agentes del Estado y terratenientes. Gracias a una organización creada años atrás por Manuel Quintín Lame, el grupo tuvo el apoyo de varias comunidades indígenas en la región del Valle del Cauca, Huila y Tolima, así como en algunas zonas de los departamentos Meta y Caquetá.
En  1984  tras el desalojo de la hacienda López Adentro y el asesinato del sacerdote nasa Álvaro Ulcué Chocué en Santander de Quilichao (Cauca) en unos hechos en los que, según el Comité Permanente por la Defensa de los Derechos Humanos,  en el hecho se encontraban involucrados dos agentes del grupo F2 de la Policía Nacional con la participación de terratenientes y políticos de la región, deciden conformarse como grupo insurgente.
Su primera ofensiva militar tuvo lugar el  29 de noviembre de 1984, contra el Ingenio Castilla 1984 en Castilla, un pequeño poblado del sur del Cauca y la toma del municipio de Santander de Quilichao. y el 5 de enero de 1985, con una toma a Santander de Quilichao, conjunta con el Comando Ricardo Franco Frente Sur, disidente de las FARC-EP, salen  a la luz pública como el Movimiento Armado Quintín Lame (MAQL) hasta su desmovilización en 1991.
El grupo armado fue parte de un vasto movimiento social de recuperación de la identidad negada por siglos a los indígenas del Cauca, que han protagonizado, asumiendo riesgos enormes, la más exitosa movilización civil contra la guerra que se ha visto en Colombia.

### Batallón América
Entre 1986 y 1987 se desarrollan alianzas temporales con el M-19, lo que condujo a su participación en el “Batallón América”, opción inicialmente aceptada por el Quintín como una respuesta a la muerte de su Comandante Luis Ángel Monroy, sucedido el 7 de noviembre en inmediaciones de Corinto, quien cayó aparentemente en una trampa tendida por organismos de seguridad, cuando pretendía comprar unas armas. De otra parte, en el mes de diciembre, se produjo la crisis del Comando Ricardo Franco, con la masacre de Tacueyó de 164 militantes de esa organización, hecho que produjo un profundo impacto entre las bases de apoyo del Quintín.
El Batallón América integrado por unos 500 hombres del M-19 y del Movimiento Armado Quintín Lame, de Colombia; de Alfaro Vive, de Ecuador, y el Movimiento Revolucionario Tupac Amaru, de Perú con el objetivo de tomarse la ciudad de Cali con el apoyo de las milicias populares de dichos barrios. El Batallón América estuvo comandado por Carlos Pizarro.
Esta campaña implicó la toma de varias localidades, lo que ocasionó el incremento de las acciones militares y el aumento de la presión sobre la población local. El efecto negativo de estas acciones ofensivas trajo como consecuencia el aumento de las tensiones con los dirigentes y la población local. La guerra que el Quintín Lame se había propuesto alejar de las comunidades, por el contrario, se profundizó por cuenta de sus acciones.

### Coordinadoras Guerrilleras
En la Coordinadora Nacional Guerrillera estuvieron los grupos M-19, ELN, EPL, Quintín Lame,Partido Revolucionario de los Trabajadores y el Comando Ricardo Franco. A partir de la expulsión del Ricardo Franco de la Coordinadora en 1986, se dieron los acercamientos con las Fuerzas Armadas Revolucionarias de Colombia - Ejército del Pueblo (FARC-EP) y se conformó la Coordinadora Guerrillera Simón Bolívar en 1987. La presencia del Quintín Lame en esta colectividad, le permitió apreciar la manera en que lo militar se había ido incrustando históricamente en la sociedad colombiana hasta convertirse no solamente en uno de los principales problemas a solucionar, sino también en uno de los imprescindibles factores y actores de la solución global. La verdad es que para el Quintín Lame no era muy claro de qué manera podría ir adentrándose en un proceso paralelo de poder popular y guerra popular, pero era un reverso necesario de la moneda en el caso de que la democracia no fuera posible.

## Organización y operaciones
La estructura orgánica del Quintín Lame contemplaba la existencia de dos niveles al interior de la organización: 

### Comando Quintín Lame
Tenía a su cargo las acciones militares y de control territorial en las distintas zonas de operaciones. Su máxima autoridad era la Dirección Política quien tenía dentro de sus responsabilidades, diseñar la estrategia militar y política; adelantar acuerdos y mantener relaciones con otros grupos insurgentes o con organizaciones políticas y sociales; nombrar al comandante general, los comandantes de zona y a los responsables políticos de zona; refrendar las decisiones operativas adoptadas por el comandante general  y aprobar las decisiones de tipo  disciplinarias para sus integrantes.
El comandante general del Quintín Lame era nombrado por un período indefinido por la Dirección Política, siendo responsable de las columnas armadas del grupo guerrillero y el encargado de tomar las decisiones operativas. Para algunas decisiones debía apoyarse  en las Dirección Política y en el Estado Mayor Central. Este último estaba integrado  por el comandante general, el responsable político central y por los comandantes de zona. Su función principal era la de apoyar al comandante general en la toma de decisiones operativas, las  orientación del Quintín y mantener la coordinación entre los distintos niveles de la organización,  para lo cual debía reunirse por lo menos cada dos meses.  También designaba  a los segundos comandantes de zona y a los comandantes de escuadra y tomaba decisiones disciplinarias en caso de faltas al reglamento que por su gravedad eran consideradas como delitos.

### Las Autodefensas o grupos de apoyo
Servían como una especie de enlace o contacto entre las comunidades y el cuerpo militar del Quintín Lame. Estas eran integradas por ocho miembros y un primer y segundo responsable nombrados por el mando correspondiente del grupo armado.
El Quintín Lame operó en cuatro zonas: 
- Zona Norte y comprendía los territorios de Corinto, Caloto, Santander de Quilichao, Buenos Aires, Caldono y Morales.
- Zona de Tierradentro, que comprendía los territorios de Páez, Inzá, Toribío y Jambaló.
- Zona centro, con los territorios de  Silvia, Piendamó, Totoró, Coconuco, Popayán y Paispamba.
- Zona Urbana, conformadas por redes urbanas que operaban en Cali.[5]

### Miembros
El Quintín Lame se distinguió de otros grupos armados del momento por su enfoque multicultural, el grupo estaba integrado por indígenas de diferentes comunidades del sur del país como Manuel Antonio Julicué, Luis Ángel Monroy, Alberto Niquinás,  Gildardo Fernández, mestizos como Gustavo Mejía, Pedro León Rodríguez y Edgar Londoño y extranjeros como el húngaro Pablo Tattay, el argentino Gustavo Soler y la chilena Teresa Tomish.

## Proceso de paz y desmovilización
El proceso terminó el 31 de mayo de 1991, con la firma y dejación de las armas del acuerdo de paz entre los delegados del gobierno y del Quintín Lame en Pueblo Nuevo cerca a Caldono, Cauca, durante la denominada  ‘Alborada por la Paz’, entregando 50 armas que fueron fundidas en la Siderúrgica de Occidente en Cali. Luego de una negociación con el gobierno de César Gaviria, la comandancia del Movimiento Armado Quintín Lame decide entrar en un proceso de desmovilización. Durante este proceso los 157 miembros de esta guerrilla dejaron sus armas a cambio de la promesa del gobierno de reconocerles un representante en la Asamblea Nacional Constituyente, la garantía de entregarle a los desmovilizados un subsidio mensual durante los primeros seis meses de reinserción a la vida civil y el compromiso del gobierno de invertir en las necesidades de los grupos indígenas. El acuerdo de paz entre el Quintín Lame y el gobierno fue firmado por Jesús Antonio Bejarano (negociador del gobierno)

## Asamblea Nacional Constituyente y participación política
Su participación en la Asamblea Nacional Constituyente que promulgó la Constitución Política de 1991 contribuyó a que las problemáticas indígenas fueran discutidas y varios derechos étnicos fueran reconocidos en la Carta magna. Promueve importantes cambios para la comunidad indígena en Colombia, siendo el reconocimiento a partir de la Constitución, el de su identidad y los derechos derivados de su cultura, el más importante. El delegatario que representó al Quintín Lame en la Asamblea fue Alfonso Peña Chepe, quien junto con los dos constituyentes indígenas elegidos por votación popular: Lorenzo Muelas y Francisco Rojas Birry, representó los derechos de las comunidades indígenas y en general de los grupos étnicos del país.
Tras la desmovilización del Quintín Lame, surge la Alianza Social Indígena como fuerza política que al día de hoy se mantiene en el escenario nacional, donde participa en el debate político de los grandes temas del país.

## Filmografía
- Cortometraje “El último comandante de los quintines”.[14]